# Dreadlock Holiday
Dreadlock Holiday è un singolo del gruppo musicale inglese 10cc, pubblicato nel 1978 ed estratto dal loro album Bloody Tourists.
Il brano è stato scritto da Eric Stewart e Graham Gouldman.

## Tracce
- 7"

1. Dreadlock Holiday
2. For You and I

## Cover
Il gruppo tedesco dei Boney M. ha inciso una cover del brano nell'album Eye Dance del 1985.